# Tizi n’Tichka

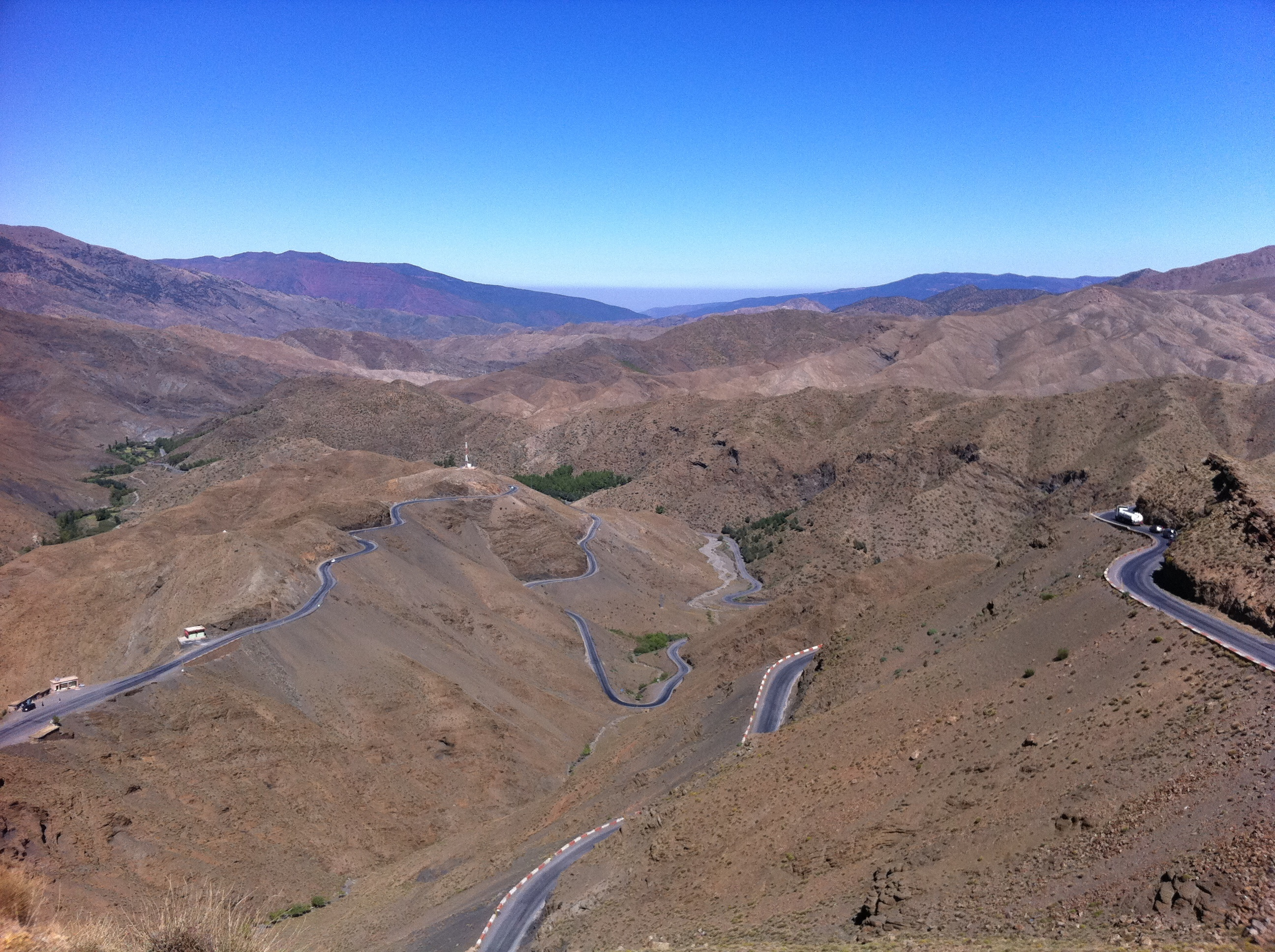
Blick über die Berge des Hohen Atlas und die Windungen der Passstraße

Der Tizi n’Tichka (Zentralatlas-Tamazight ⵜⵉⵣⵉ ⵏ ⵜⵉⵛⴽⴰ Tizi n Ticka) ist ein 2260 m (die Höhenangaben variieren leicht) hoher Gebirgspass im Hohen Atlas in Marokko.

## Etymologie
Die beiden Wörter tizi (ⵜⵉⵣⵉ) und tichka (ⵜⵉⵛⴽⴰ) stammen aus der Berbersprache des tachelhit: tizi hat die Bedeutung von „Bergweide“, tichka bedeutet so viel wie „gefährlich“.

## Lage
Der Pass bildet den höchsten Punkt der Verbindungsstraße N9 zwischen Marrakesch und Ouarzazate; gleichzeitig bildet er die Grenze zwischen den Regionen Marrakesch-Safi und Drâa-Tafilalet. Die Straße bildet die kürzeste und meist auch die schnellste Verbindung zwischen der Ebene von Marrakesch bzw. den Küstenstädten des Nordwestens (Rabat, Casablanca, El Jadida, Safi) und den weiten Gebieten des Saharavorlands (Ouarzazate, Drâa-Tal) und wird deshalb auch von LKWs und Bussen befahren.

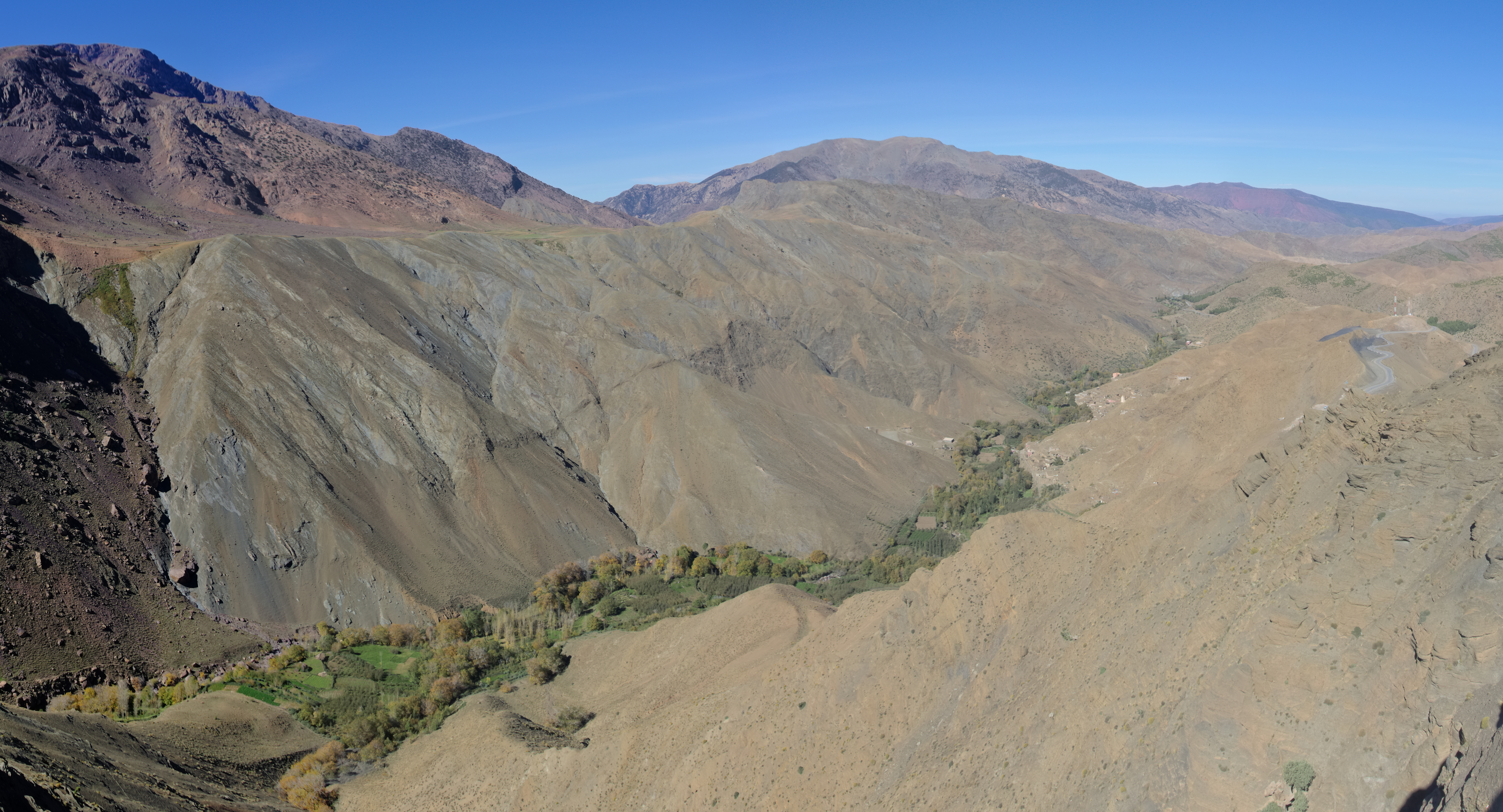
Berglandschaft mit Oasental beim Tizi n’Tichka Pass

## Befahrbarkeit
Die gut befahrbare, aber ab etwa 20 km vor und nach der Passhöhe kurvenreiche Strecke ist in den Wintermonaten (November bis März) nach heftigen oder langanhaltenden Schneefällen zeitweise gesperrt. Da die Tagestemperaturen tagsüber auch in Höhen von über 2000 m im Süden Marokkos nahezu immer Plusgrade erreichen, werden die Sperren meist nach ein paar Stunden, in seltenen Fällen aber auch erst nach Tagen wieder aufgehoben. Ab etwa 1800 m Höhe ist der Verlauf der Straße durch seitliche rotgelbe Stangen markiert.

## Infrastruktur
Auf der Passhöhe in 2260 m Höhe befinden sich mehrere Souvenirgeschäfte (Bergkristalle, Fossilien, Keramik, Berberschmuck, Teppiche, Decken etc.) und Cafés. Auch vor und hinter der Passhöhe gibt es Souvenirstände und einfache Verpflegungsmöglichkeiten (Restaurants, Cafés).

## Geschichte
Die Strecke war schon den Berberstämmen früherer Jahrhunderte bekannt, die auf den felsigen, aber stellenweise grasbewachsenen Hängen im Sommer ihr Vieh (Schafe, Ziegen) weiden ließen. Während der französischen Kolonialherrschaft wurde der alte Handelsweg zu einer Piste ausgebaut. In den 1960er Jahren wurde die Strecke erstmals asphaltiert.

## Orte
Folgende Orte liegen an oder in der Nähe der Passstrecke:
- Aït Ourir
- Taddart
- Telouet
- Ighrem n’Ougdal
- Aït Benhaddou